# Museo Redpath
Il Museo Redpath (in francese Musée Redpath; in inglese Redpath Museum) è un museo di storia naturale di proprietà dell'Università McGill, situato nel campus universitario all'859, rue Sherbrooke Ouest a Montréal, Québec (Canada). È stato costruito nel 1882 come regalo da parte del barone dello zucchero Peter Redpath e, a quanto si dice, faceva parte di un tentativo per far sì che Sir William Dawson, Rettore della McGill dal 1855 al 1893, non lasciasse l'università.
Ospita collezioni di interesse per i settori dell'etnologia, biologia, paleontologia e mineralogia/geologia, create da alcuni degli stessi fondatori delle collezioni dello Smithsonian Institution e del Royal Ontario Museum. L'attuale direttore è David Green.
Commissionato da Redpath per ricordare il 25º anniversario della nomina di Sir John William Dawson a Rettore, il museo fu progettato da A.C. Hutchison e A.D. Steele. Il sito web dell'Università McGill lo definisce come una "eccentrica espressione di un eclettico Classicismo Vittoriano", così come "un insolito e tardo esempio di rinascita Greca del Nord America."
È il più antico edificio in Canada costruito in modo specifico per essere un museo. Sia gli interni che gli esterni sono stati utilizzati come set per pubblicità televisive e per film come Barnum (1986) con Burt Lancaster e The Eye - Lo sguardo (1999) con Ashley Judd.

## Le collezioni

### Geologia - Mineralogia
Le cinque collezioni di Geologia e Mineralogia, contenenti all'incirca 16.000 esemplari da tutto il mondo, sono identificate dalle loro lettere iniziali:
- 'D' - Collezione Doell, con riferimento al Dott. Donald Doell, un medico che ha fornito molti dei più recenti materiali della collezione.
- 'F' - Collezione Ferrier, con riferimento a Walter Frederick Ferrier, famoso ingegnere minerario che ha aggiunto a questa preminente collezione minerali provenienti da diverse localizzazioni.
- 'J' - Collezione Jeffrey, con riferimento a Jeffrey de Fourestier, mineralogista ed ex volontario al museo.
- 'P' - Collezione Palache, con riferimento a Charles Palache, mineralogista e professore ad Harvard.
- 'SC' - Collezione Shirley Collection, con riferimento alla moglie di Sir Hugh Graham, che donò la collezione agli inizi del 1880.
- 'NS' - Collezione New System, con riferimento al catalogo della collezione generale. Questa collezione contiene il corpo principale degli esemplari, inclusa la collezione dell'antica Società di Storia Naturale di Montréal ed esemplari provenienti dalla collezione di Lord Strathcona.

### Entomologia
Le collezioni di entomologia Lyman sono state trasferite nel 1961 al Macdonald Campus dell'Università McGill, a Sainte Anne-de-Bellevue, da D. Keith McE. Kevan, professore alla McGill, portando alla creazione del Museo e Laboratorio di Ricerca Entomologico Lyman.

### Paleontologia
La celebre collezione di fossili del museo deve molto della sua creazione a Sir William Dawson, che ha procurato non solo molti dei fossili di piante provenienti dalla Nuova Scozia, sua terra natale, ma anche tanti esemplari da tutto il mondo. Un altro importante contributo è stato dato dal Dott. Thomas Clark, geologo canadese, una presenza costante al museo, famoso per il suo lavoro all'avanguardia sui fossili dell'Argillite di Burgess, alcuni dei più antichi mai conosciuti.

### Etnologia
La collezione etnologica e archeologica è una delle più antiche del Nord America e ha avuto inizio con la collezione di Sir William Dawson. Ulteriore materiale è stato donato dalla Società di Storia Naturale di Montréal. Oggi ha più di 17.000 elementi provenienti dall'Africa, Antico Egitto, Oceania, Europa e Sud America. La collezione di manufatti delle Prime nazioni, che in passato faceva parte della collezione, è adesso ospitata nel vicino Musée McCord a Montréal.

## Galleria d'immagini

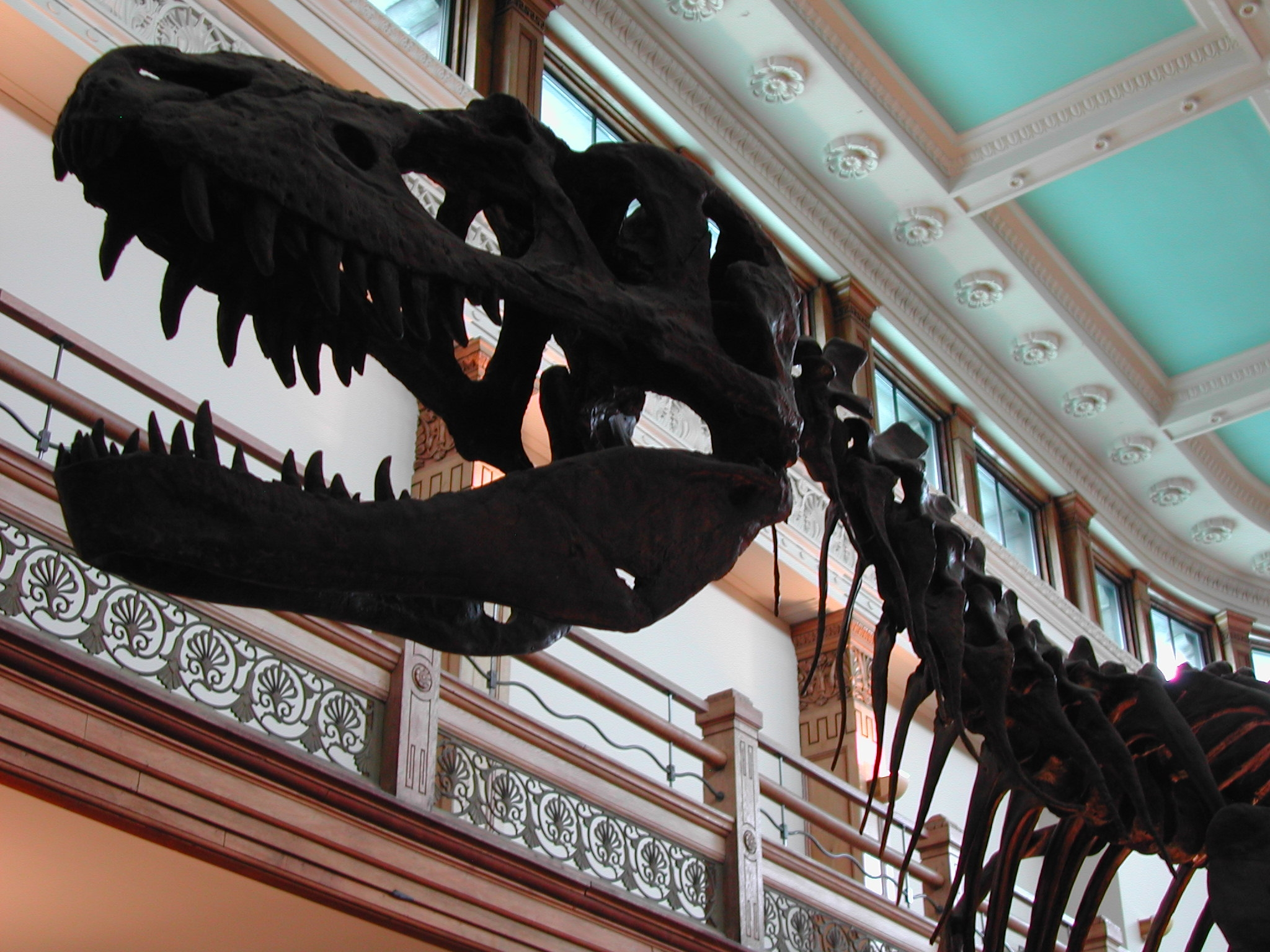
Particolare di scheletro di dinosauro all'interno del Museo Redpath, a cui fanno da contrasto le decorazioni degli interni sullo sfondo.
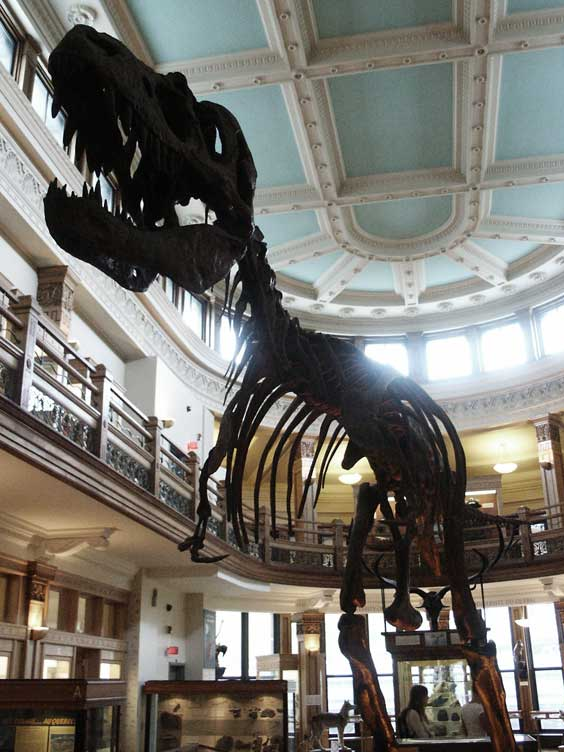
Vista del Gorgosaurus nell'atrio centrale.
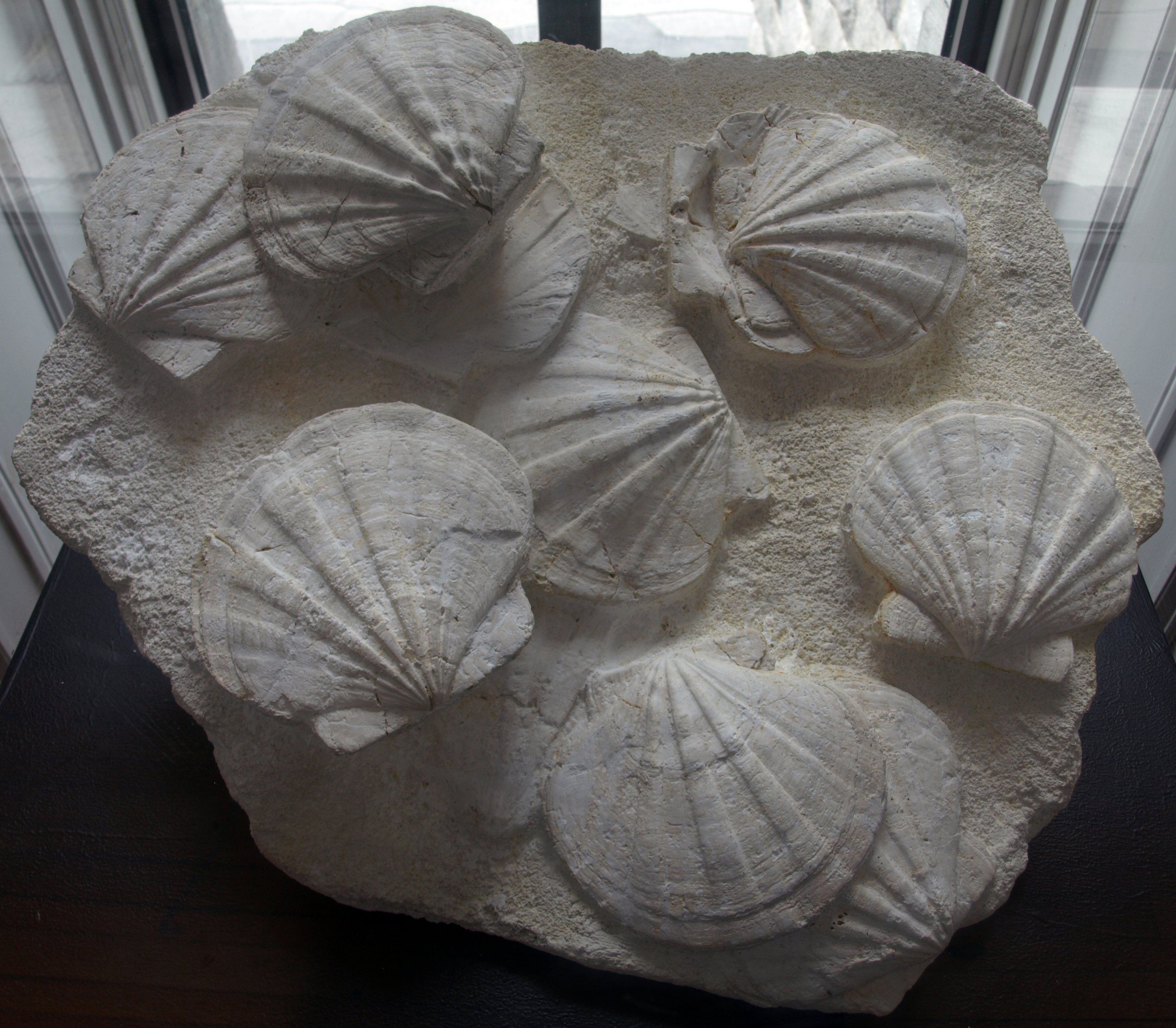
Collezione del Museo Redpath - Pettine Zampa di leone
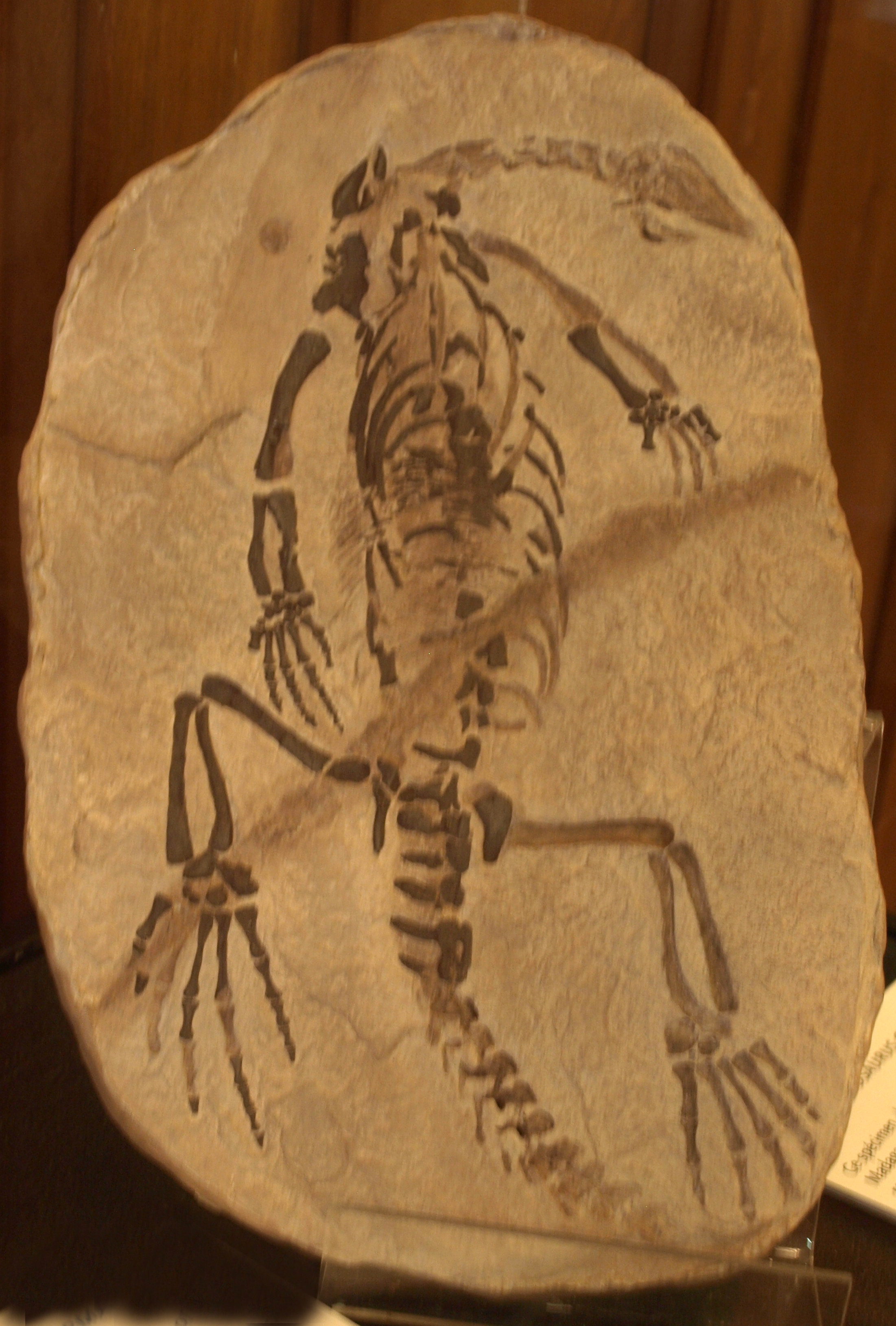
Collezione del Museo Redpath - Claudiosaurus germaini
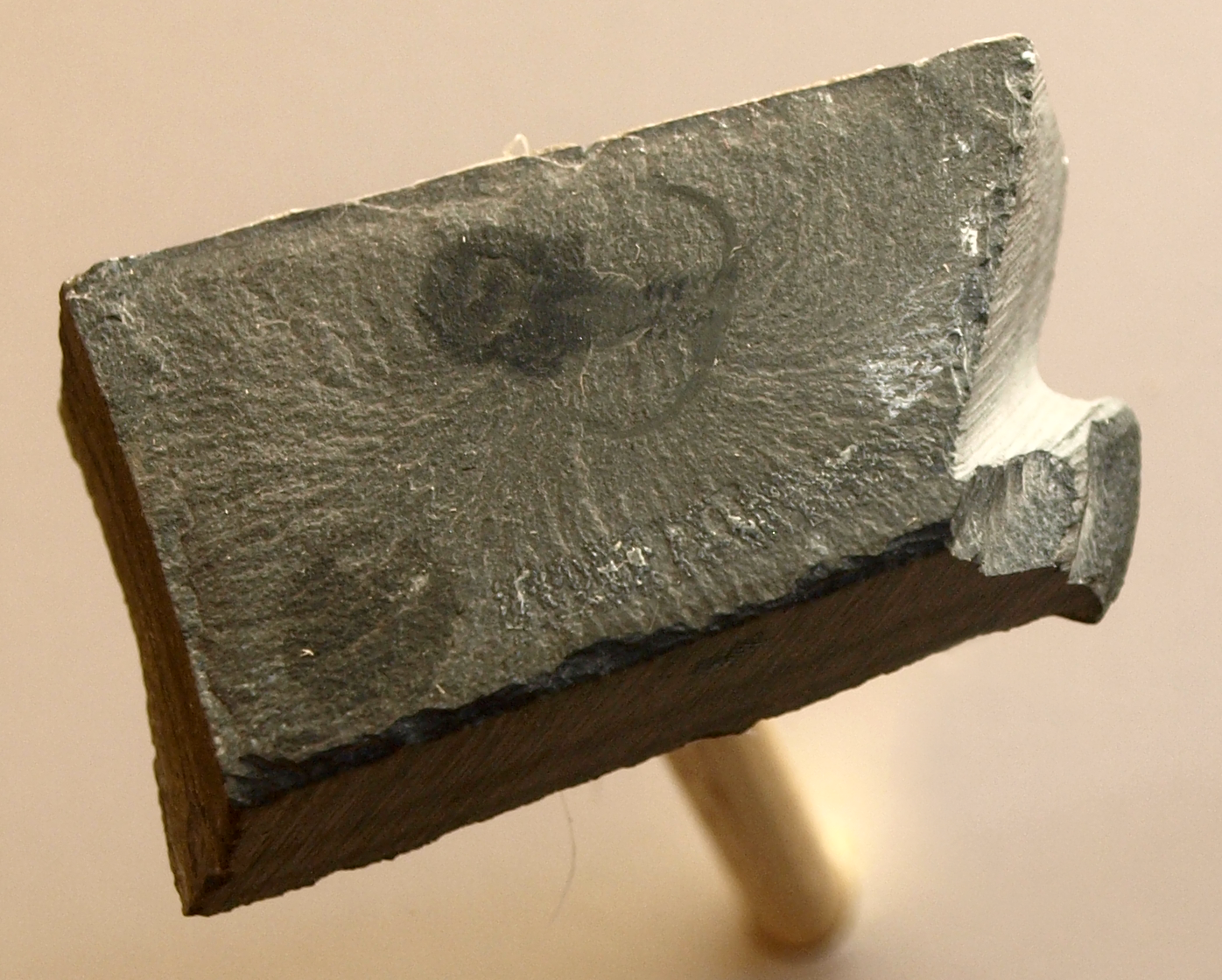
Collezione del Museo Redpath - Marella splendens
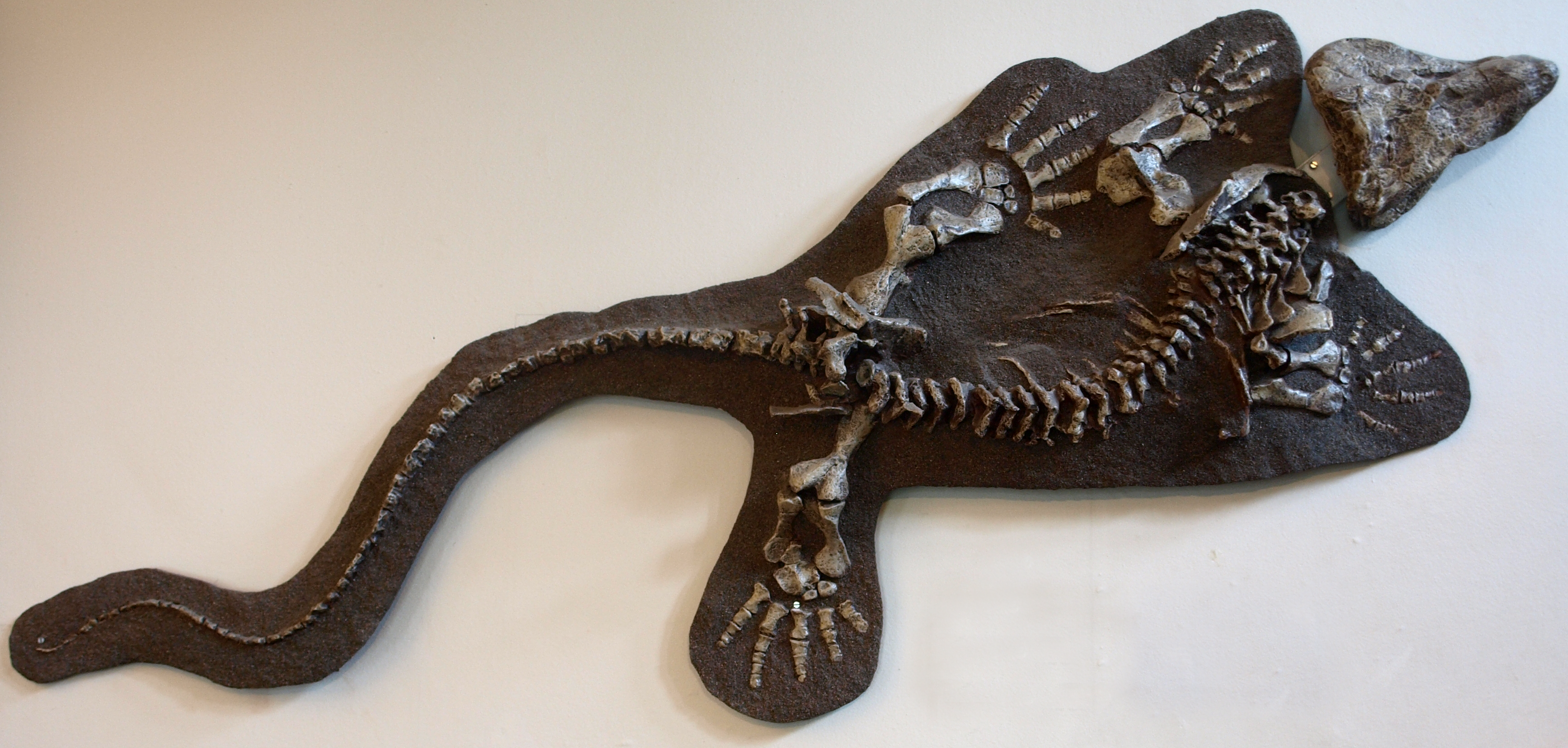
Collezione del Museo Redpath - Limnoscelis
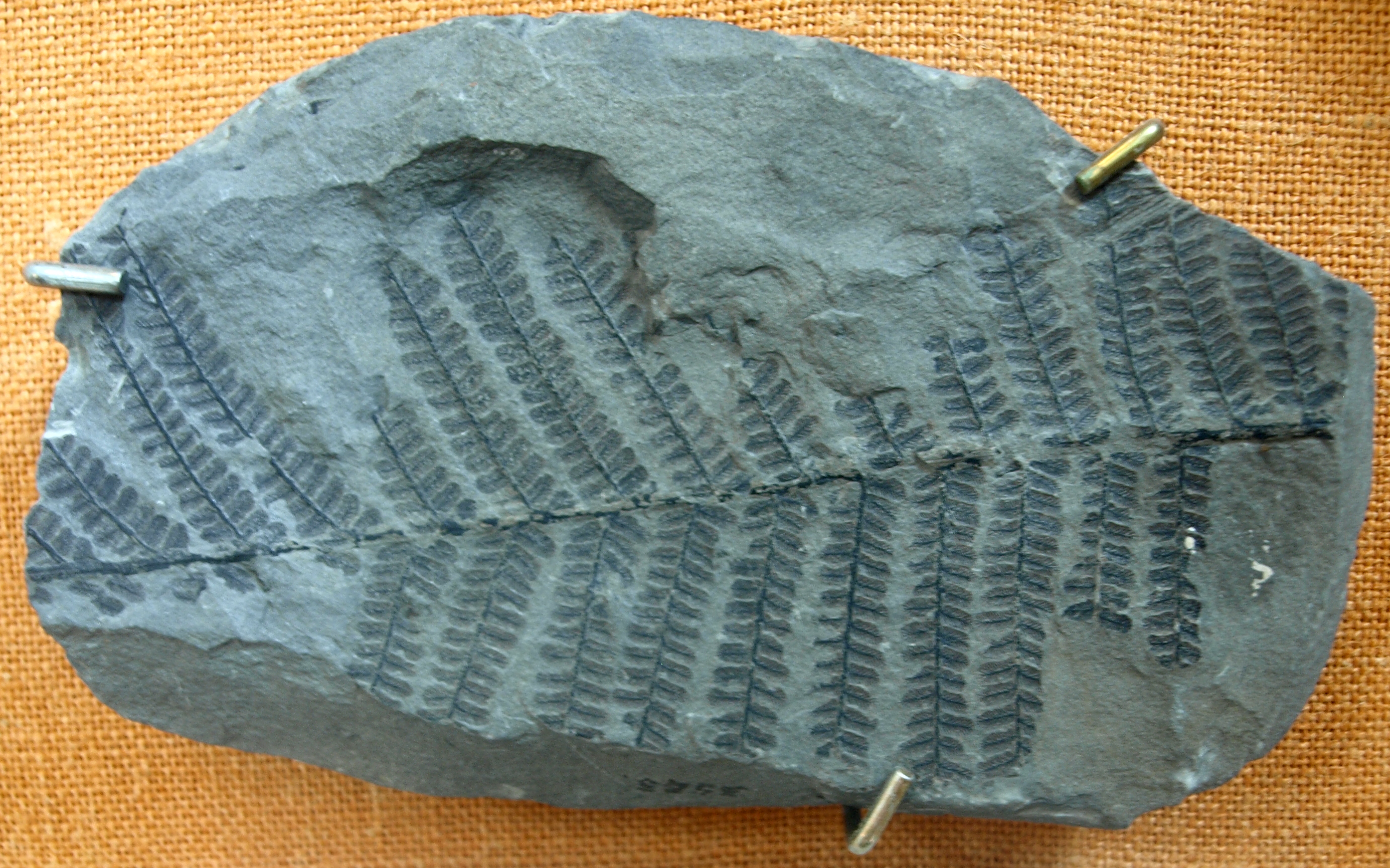
Collezione del Museo Redpath - Pecopteris bucklandi
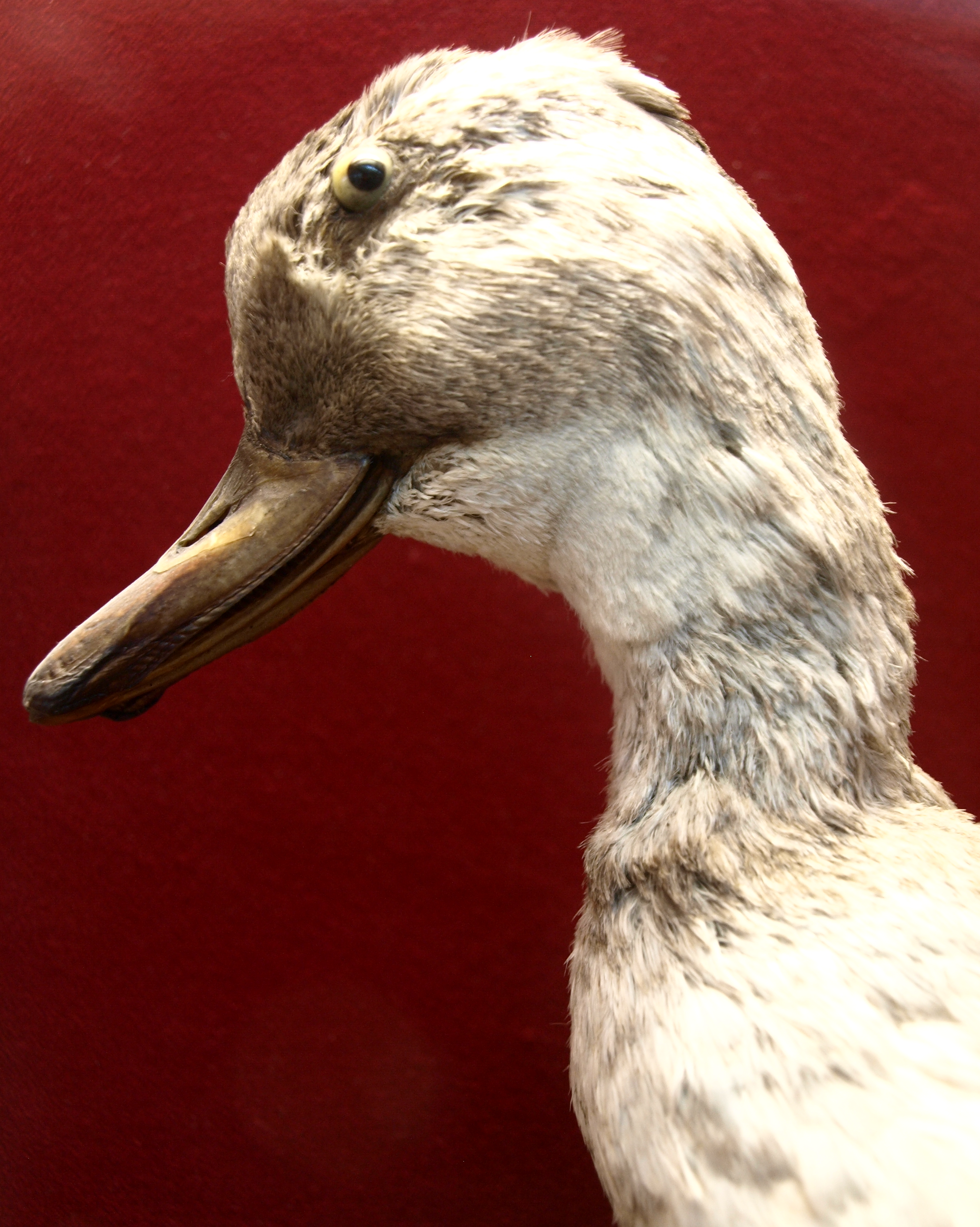
Collezione del Museo Redpath - Camptorhynchus labradorius
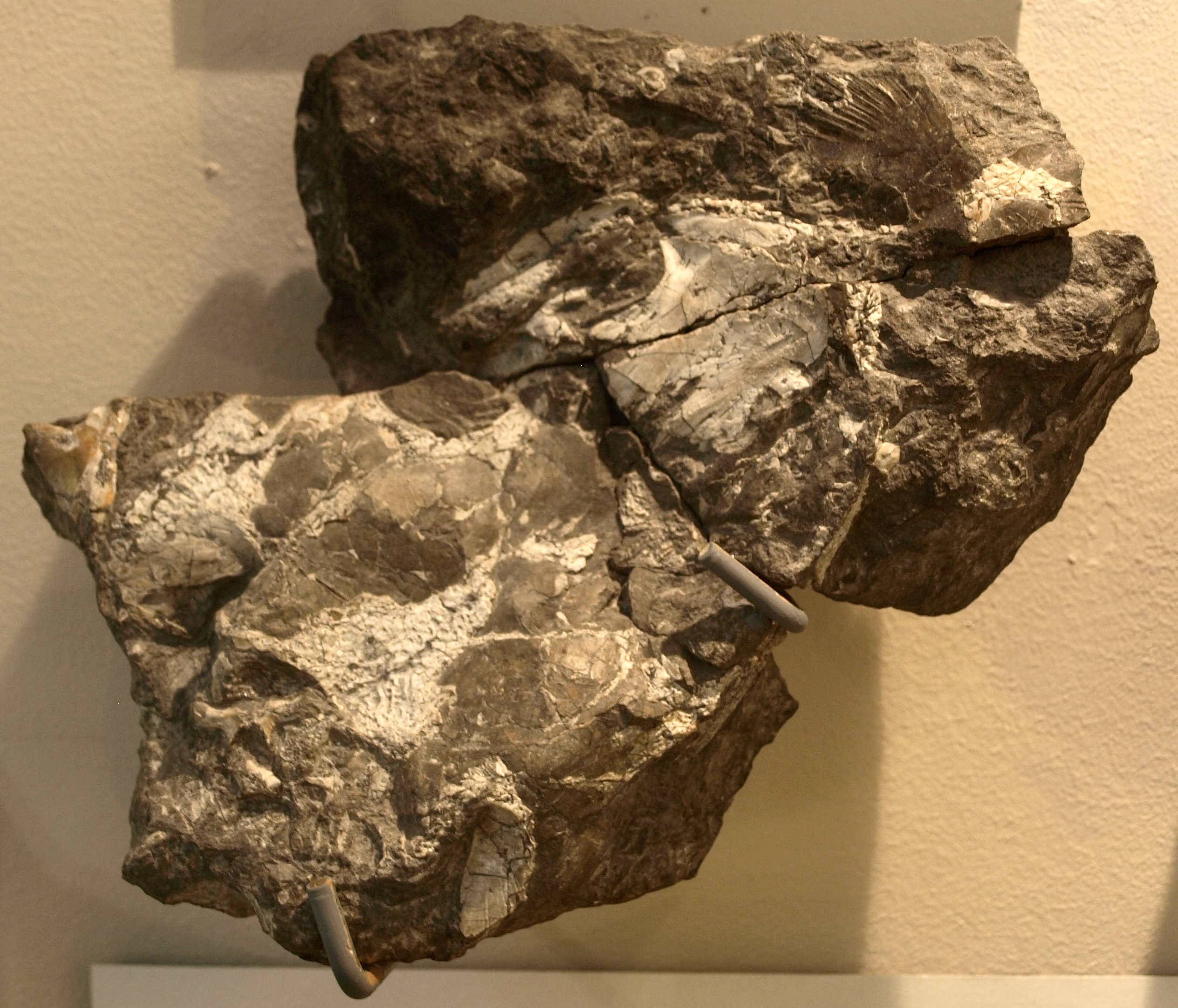
Collezione del Museo Redpath - Dendrerpeton
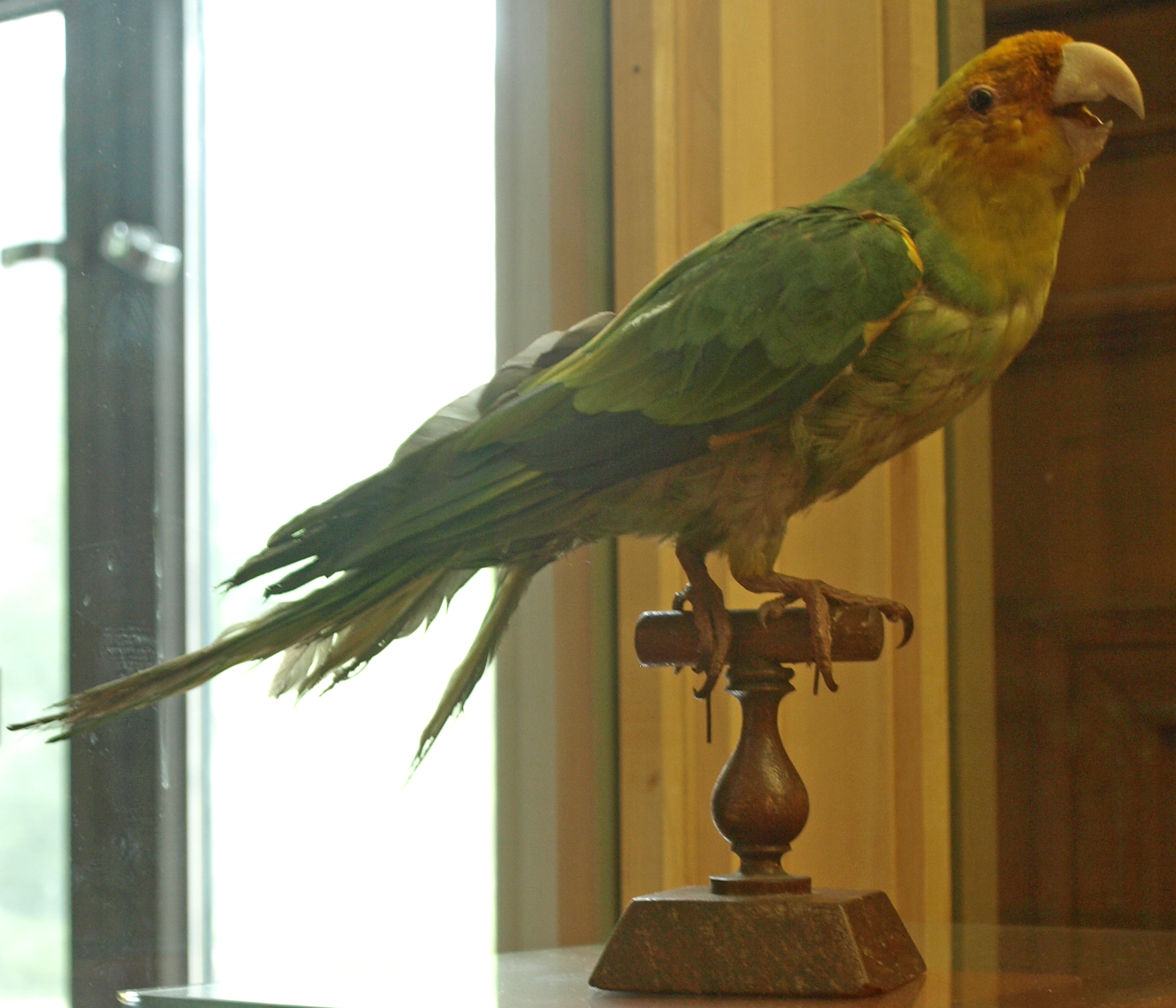
Collezione del Museo Redpath - Conuropsis Carolinensis

## Museo di Toronto
Peter Redpath gestisce anche il Museo dello Zucchero Redpath a Toronto, aperto nel 1979 negli impianti di lavorazione della Redpath Sugar, aperti nel 1958 nella zona portuale.

## Associazioni
Il Museo Redpath è associato con: Canadian Museums Association (CMA), Canadian Heritage Information Network (CHIN) e Virtual Museum of Canada.